# Brevard, North Carolina
Brevard là một đô thị, quận lỵ quận 6, tiểu bang Bắc Carolina, Hoa Kỳ. Theo kết quả điều tra dân số năm 2000 của Cục điều tra dân số Hoa Kỳ, thành phố này có dân số người 2.
Thành phố này có diện tích  km², trong đó có  km² là diện tích mặt nước.